# Svédország az 1992. évi nyári olimpiai játékokon
Svédország a spanyolországi Barcelonában megrendezett 1992. évi nyári olimpiai játékok egyik részt vevő nemzete volt. Az országot az olimpián 22 sportágban 187 sportoló képviselte, akik összesen 12 érmet szereztek.

## Érmesek
| Érem  | Versenyző | Sportág       | Versenyszám                |
| ----- | --- | ------------- | -------------------------- |
| Arany | Jan-Ove Waldner | Asztalitenisz | Férfi egyes                |
| Ezüst | Patrik Sjöberg | Atlétika      | Férfi magasugrás           |
| Ezüst | Tomas Johansson | Birkózás      | Férfi kötöttfogás, 130 kg  |
| Ezüst | Gunnar Olsson Karl Sundqvist | Kajak-kenu    | Férfi kajak kettes 1000 m  |
| Ezüst | Agneta Andersson Susanne Gunnarsson | Kajak-kenu    | Női kajak kettes 500 m     |
| Ezüst | Nemzeti válogatott Magnus Andersson Robert Andersson Anders Bäckegren Per Carlén Magnus Cato Erik Hajas Robert Hedin Patrik Liljestrand Ola Lindgren Mats Olsson Steffan Olsson Axel Sjöblad Tommy Souraniemi Tomas Svensson Pierre Thorsson Magnus Wislander | Kézilabda     | Férfi                      |
| Ezüst | Anders Holmertz | Úszás         | Férfi 200 m gyors          |
| Ezüst | Lars Frölander Anders Holmertz Christer Wallin Tommy Werner | Úszás         | Férfi 4 × 200 m gyorsváltó |
| Bronz | Torbjörn Kornbakk | Birkózás      | Férfi kötöttfogás, 74 kg   |
| Bronz | Agneta Andersson Maria Haglund Anna Olsson Susanne Rosenqvist | Kajak-kenu    | Női kajak négyes 500 m     |
| Bronz | Ragnar Skanåker | Sportlövészet | Férfi szabadpisztoly       |
| Bronz | Anders Holmertz | Úszás         | Férfi 400 m gyors          |

| Sport         |   |   |   | Összesen |
| Asztalitenisz | 1 | 0 | 0 | 1        |
| Atlétika      | 0 | 1 | 0 | 1        |
| Birkózás      | 0 | 1 | 1 | 2        |
| Cselgáncs     | 0 | 0 | 0 | 0        |
| Evezés        | 0 | 0 | 0 | 0        |
| Íjászat       | 0 | 0 | 0 | 0        |
| Kajak-kenu    | 0 | 2 | 1 | 3        |
| Kerékpározás  | 0 | 0 | 0 | 0        |
| Kézilabda     | 0 | 1 | 0 | 1        |
| Labdarúgás    | 0 | 0 | 0 | 0        |
| Lovaglás      | 0 | 0 | 0 | 0        |
| Műugrás       | 0 | 0 | 0 | 0        |
| Ökölvívás     | 0 | 0 | 0 | 0        |
| Öttusa        | 0 | 0 | 0 | 0        |
| Sportlövészet | 0 | 0 | 1 | 1        |
| Súlyemelés    | 0 | 0 | 0 | 0        |
| Tenisz        | 0 | 0 | 0 | 0        |
| Tollaslabda   | 0 | 0 | 0 | 0        |
| Torna         | 0 | 0 | 0 | 0        |
| Úszás         | 0 | 2 | 1 | 3        |
| Vitorlázás    | 0 | 0 | 0 | 0        |
| Vívás         | 0 | 0 | 0 | 0        |
| Összesen      | 1 | 7 | 4 | 12       |

| Naponként | Naponként    | Naponként | Naponként | Naponként | Naponként | Naponként |
| --------- | ------------ | --------- | --------- | --------- | --------- | --------- |
| Nap       | Dátum        |           |           |           | Összesen  |           |
| 1.nap     | Július 25.   | —         | —         | —         | —         |           |
| 2.nap     | Július 26.   | 0         | 1         | 1         | 2         |           |
| 3.nap     | Július 27.   | 0         | 1         | 0         | 1         |           |
| 4.nap     | Július 28.   | 0         | 0         | 0         | 0         |           |
| 5.nap     | Július 29.   | 0         | 1         | 2         | 3         |           |
| 6.nap     | Július 30.   | 0         | 0         | 0         | 0         |           |
| 7.nap     | Július 31.   | 0         | 0         | 0         | 0         |           |
| 8.nap     | Augusztus 1. | 0         | 0         | 0         | 0         |           |
| 9.nap     | Augusztus 2. | 0         | 1         | 0         | 1         |           |
| 10.nap    | Augusztus 3. | 0         | 0         | 0         | 0         |           |
| 11.nap    | Augusztus 4. | 0         | 0         | 0         | 0         |           |
| 12.nap    | Augusztus 5. | 0         | 0         | 0         | 0         |           |
| 13.nap    | Augusztus 6. | 1         | 0         | 0         | 1         |           |
| 14.nap    | Augusztus 7. | 0         | 1         | 0         | 1         |           |
| 15.nap    | Augusztus 8. | 0         | 2         | 1         | 3         |           |
| 16.nap    | Augusztus 9. | 0         | 0         | 0         | 0         |           |
| Összesen  |              | 1         | 7         | 4         | 12        |           |

## Asztalitenisz
Férfi
| Versenyző                        | Versenyszám | Csoportkör | Csoportkör | Nyolcaddöntő                | Negyeddöntő                      | Elődöntő                              | Döntő                            | Helyezés |
| Versenyző                        | Versenyszám | Ellenfél Eredmény | Hely.      | Ellenfél Eredmény           | Ellenfél Eredmény                | Ellenfél Eredmény                     | Ellenfél Eredmény                | Helyezés |
| -------------------------------- | ----------- | --- | ---------- | --------------------------- | -------------------------------- | ------------------------------------- | -------------------------------- | -------- |
| Mikael Appelgren                 | Egyes       | M csoport · Anton Suseno (INA) · 2-0 · José María Pales (ESP) · 2-0 · Paul Haldan (NED) · 1-2 | 2.         | kiesett                     | kiesett                          | kiesett                               | kiesett                          | 17.      |
| Jörgen Persson                   | Egyes       | C csoport · Ashraf Abdel Halim Helmy (EGY) · 2-0 · Nicolas Chatelain (FRA) · 2-1 · Matthew Syed (GBR) · 2-0                                                                                          | 1.         | Steffen Fetzner (GER) · 3-0 | Ma Ven-ko (Ma Wenge) (CHN) · 0-3 | kiesett                               | kiesett                          | 5.       |
| Jan-Ove Waldner                  | Egyes       | B csoport · Mourad Sta (TUN) · 2-0 · Igor Solopov (EST) · 2-0 · Kang Hicshan (Gang Hui-Chan) (KOR) · 2-0                                                                                             | 1.         | Carl Prean (GBR) · 3-0      | Jörg Roßkopf (GER) · 3-1         | Kim Thekszu (Kim Taek-Su) (KOR) · 3-0 | Jean-Philippe Gatien (FRA) · 3-0 |          |
| Erik Lindh Jörgen Persson        | Páros       | A csoport · Dél-Korea (KOR) · I Csholszung (Lee Cheol-Seung) · Kang Hicshan (Gang Hui-Chan) · 1-2 · Ausztria (AUT) · Erich Amplatz · Yi Ding · 2-0                                                   | 2.         |                             | kiesett                          | kiesett                               | kiesett                          | 9.       |
| Mikael Appelgren Jan-Ove Waldner | Páros       | E csoport · Japán (JPN) · Nakamura Kindzsiró · Vatanabe Takehiró · 2-0 · India (IND) · Kamles Mehta · Szudzsaj Ghorpade · 2-0 · Független résztvevők (IOP) · Slobodan Grujić · Ilija Lupulesku · 1-2 | 2.         |                             | kiesett                          | kiesett                               | kiesett                          | 9.       |

Női
| Versenyző                       | Versenyszám | Csoportkör | Csoportkör | Nyolcaddöntő      | Negyeddöntő       | Elődöntő          | Döntő             | Helyezés |
| Versenyző                       | Versenyszám | Ellenfél Eredmény | Hely.      | Ellenfél Eredmény | Ellenfél Eredmény | Ellenfél Eredmény | Ellenfél Eredmény | Helyezés |
| ------------------------------- | ----------- | --- | ---------- | ----------------- | ----------------- | ----------------- | ----------------- | -------- |
| Charlotte Erlman                | Egyes       | C csoport · Polona Frelih (SLO) · 2-0 · Feiza Ben Aïssa (TUN) · 2-0 · Hjon Dzsonghva (Hyeon Jeong-Hwa) (KOR) · 0-2                                                                                              | 2.         | kiesett           | kiesett           | kiesett           | kiesett           | 17.      |
| Charlotte Erlman Marie Svensson | Páros       | D csoport · Csehszlovákia (TCH) · Marie Hrachová · Jaroslava Mihočková · 0-2 · Észak-Korea (PRK) · Ri Bunhi (Ri Bun-hui) · Ju Szunbok (Yu Sun-Bok) · 0-2 · Tunézia (TUN) · Feiza Ben Aïssa · Sonia Touati · 2-0 | 3.         |                   | kiesett           | kiesett           | kiesett           | 17.      |

## Atlétika
Férfi
| Versenyző         | Versenyszám     | Előfutam | Előfutam | Előfutam | Negyeddöntő | Negyeddöntő | Negyeddöntő | Elődöntő | Elődöntő | Elődöntő | Döntő   | Döntő    |
| Versenyző         | Versenyszám     | Idő      | Hely.    | Össz.    | Idő         | Hely.       | Össz.       | Idő      | Hely.    | Össz.    | Idő     | Helyezés |
| ----------------- | --------------- | -------- | -------- | -------- | ----------- | ----------- | ----------- | -------- | -------- | -------- | ------- | -------- |
| Torbjörn Eriksson | 200 m           | 21,08    | 2.       | 25.      | 20,81       | 3.          | 21.         | 20,85    | 8.       | 14.      | kiesett | kiesett  |
| Jonny Danielson   | 5000 m          | 13:43,91 | 6.       | 25.      |             |             |             |          |          |          | kiesett | kiesett  |
| Sven Nylander     | 400 m gát       | 49,49    | 1.       | 19.      |             |             |             | 49,64    | 6.       | 13.      | kiesett | kiesett  |
| Niklas Wallenlind | 400 m gát       | 48,71    | 2.       | 5.       |             |             |             | 48,35    | 3.       | 5.       | 48,63   | 5.       |
| Stefan Johansson  | 20 km gyaloglás |          |          |          |             |             |             |          |          |          | 1:28:37 | 15.      |
| Stefan Johansson  | 50 km gyaloglás |          |          |          |             |             |             |          |          |          | 3:58:56 | 11.      |

| Versenyző       | Versenyszám   | Selejtező | Selejtező | Döntő    | Döntő    |
| Versenyző       | Versenyszám   | Eredmény  | Helyezés  | Eredmény | Helyezés |
| --------------- | ------------- | --------- | --------- | -------- | -------- |
| Patrik Sjöberg  | Magasugrás    | 226 cm    | 3.*       | 234 cm   |          |
| Peter Widén     | Rúdugrás      | 540 cm    | 21.       | kiesett  | kiesett  |
| Tord Henriksson | Hármasugrás   | 15,66 m   | 37.       | kiesett  | kiesett  |
| Kent Larsson    | Súlylökés     | 18,56 m   | 18.       | kiesett  | kiesett  |
| Sören Tallhem   | Súlylökés     | 19,65 m   | 12.       | 19,32 m  | 12.      |
| Tore Gustafsson | Kalapácsvetés | 73,52 m   | 15.       | kiesett  | kiesett  |
| Patrik Bodén    | Gerelyhajítás | 77,70 m   | 16.       | kiesett  | kiesett  |
| Peter Borglund  | Gerelyhajítás | 74,72 m   | 22.       | kiesett  | kiesett  |
| Dag Wennlund    | Gerelyhajítás | 77,88 m   | 15.       | kiesett  | kiesett  |

| Versenyző   | Versenyszám | 100 m | 100 m | Távolugrás | Távolugrás | Súlylökés | Súlylökés | Magasugrás | Magasugrás | 400 m | 400 m | 110 m gát | 110 m gát | Diszkoszvetés | Diszkoszvetés | Rúdugrás | Rúdugrás | Gerelyhajítás | Gerelyhajítás | 1500 m  | 1500 m | Végeredmény | Végeredmény |
| Versenyző   | Versenyszám | Idő   | Pont  | Eredmény   | Pont       | Eredmény  | Pont      | Eredmény   | Pont       | Idő   | Pont  | Idő       | Pont      | Eredmény      | Pont          | Eredmény | Pont     | Eredmény      | Pont          | Idő     | Pont   | Pont        | Helyezés    |
| ----------- | ----------- | ----- | ----- | ---------- | ---------- | --------- | --------- | ---------- | ---------- | ----- | ----- | --------- | --------- | ------------- | ------------- | -------- | -------- | ------------- | ------------- | ------- | ------ | ----------- | ----------- |
| Sten Ekberg | Tízpróba    | 11,11 | 836   | 702 cm     | 818        | 14,32 m   | 748       | 203 cm     | 831        | 48,91 | 866   | 14,97     | 853       | 45,76 m       | 783           | 490 cm   | 880      | 62,22 m       | 771           | 4:29,11 | 750    | 8136        | 9.          |

Női
| Versenyző         | Versenyszám     | Előfutam      | Előfutam      | Előfutam      | Elődöntő | Elődöntő | Elődöntő | Döntő   | Döntő    |
| Versenyző         | Versenyszám     | Idő           | Hely.         | Össz.         | Idő      | Hely.    | Össz.    | Idő     | Helyezés |
| ----------------- | --------------- | ------------- | ------------- | ------------- | -------- | -------- | -------- | ------- | -------- |
| Maria Akraka      | 1500 m          | nem ért célba | nem ért célba | nem ért célba | 4:14,30  | 10.      | 23.      | kiesett | kiesett  |
| Frida Johansson   | 400 m gát       | 56,13         | 5.            | 14.           | 55,85    | 7.       | 14.      | kiesett | kiesett  |
| Monica Westén     | 400 m gát       | 56,68         | 4.            | 18.           | kiesett  | kiesett  | kiesett  | kiesett | kiesett  |
| Madelein Svensson | 10 km gyaloglás |               |               |               |          |          |          | 45:17   | 6.       |

* - három másik versenyzővel azonos eredményt ért el

## Birkózás
Kötöttfogású
| Versenyző          | Versenyszám | Csoportkör | Csoportkör | Helyosztók        | Helyosztók        | Helyosztók        | Bronz- mérkőzés               | Döntő                                      | Helyezés    |
| Versenyző          | Versenyszám | Csoportkör | Csoportkör | 9. helyért        | 7. helyért        | 5. helyért        | Bronz- mérkőzés               | Döntő                                      | Helyezés    |
| Versenyző          | Versenyszám | Ellenfél Eredmény | Hely.      | Ellenfél Eredmény | Ellenfél Eredmény | Ellenfél Eredmény | Ellenfél Eredmény             | Ellenfél Eredmény                          | Helyezés    |
| ------------------ | ----------- | --- | ---------- | ----------------- | ----------------- | ----------------- | ----------------------------- | ------------------------------------------ | ----------- |
| Usama Aziz         | 62 kg       | B csoport · Sztaniszlav Grigorov (BUL) · 0-3 · Mehmet Akif Pirim (TUR) · 0-5                                                                                       | 10.        | kiesett           | kiesett           | kiesett           | kiesett                       | kiesett                                    | helyezetlen |
| Marthin Kornbakk   | 68 kg       | A csoport · Claudio Pasarelli (GER) · 0-1 · Ryszard Wolny (POL) · 1-3                                                                                              | 8.         | kiesett           | kiesett           | kiesett           | kiesett                       | kiesett                                    | helyezetlen |
| Torbjörn Kornbakk  | 74 kg       | A csoport · Erhan Balcı (TUR) · 5-2 · Youssef Bouguerra (ALG) · 17-1 · Anton Marchl (AUT) · 5-1 · Jaroslav Zeman (TCH) · 4-2 · Józef Tracz (POL) · 0-4 (kétvállas) | 2.         |                   |                   |                   | Nestor Almanza (CUB) · 5-1    |                                            |             |
| Magnus Fredriksson | 82 kg       | B csoport · Jean-Pierre Wafflard (BEL) · 1-0 · Thomas Zander (GER) · 0-1 · Pak Mjongszok (KOR) · 2-1 · Martial Mischler (FRA) · 2-0 · Farkas Péter (HUN) · 0-2     | 2.         |                   |                   |                   | Daulet Turlihanov (EUN) · 0-2 |                                            | 4.          |
| Mikael Ljungberg   | 90 kg       | B csoport · Reynaldo Peña (CUB) · 1-0 · Morijama Jaszutosi (JPN) · 5-0 · Franz Marx (AUT) · 4-1 · Maik Bullmann (GER) · 0-4 · Hassan Babak (IRI) · 2-0             | 2.         |                   |                   |                   | Gogi Koguasvili (EUN) · 0-2   |                                            | 4.          |
| Jörgen Olsson      | 100 kg      | A csoport · Helger Hallik (EST) · 0-1 · visszalépett | 8.         | kiesett           | kiesett           | kiesett           | kiesett                       | kiesett                                    | helyezetlen |
| Tomas Johansson    | 130 kg      | B csoport · Klauz László (HUN) · DQ2 · Matt Ghaffari (USA) · 1-0 · Panajótisz Pikilídisz (GRE) · 2-0 · Tien Lej (Tian Lei) (CHN) · 6-0                             | 1.         |                   |                   |                   |                               | Alekszandr Karelin (EUN) · 0-6 (kétvállas) |             |

Szabadfogású
| Versenyző         | Versenyszám | Csoportkör                                                               | Csoportkör | Helyosztók        | Helyosztók        | Helyosztók        | Bronz- mérkőzés   | Döntő             | Helyezés    |
| Versenyző         | Versenyszám | Csoportkör                                                               | Csoportkör | 9. helyért        | 7. helyért        | 5. helyért        | Bronz- mérkőzés   | Döntő             | Helyezés    |
| Versenyző         | Versenyszám | Ellenfél Eredmény                                                        | Hely.      | Ellenfél Eredmény | Ellenfél Eredmény | Ellenfél Eredmény | Ellenfél Eredmény | Ellenfél Eredmény | Helyezés    |
| ----------------- | ----------- | ------------------------------------------------------------------------ | ---------- | ----------------- | ----------------- | ----------------- | ----------------- | ----------------- | ----------- |
| Fariborz Besarati | 48 kg       | B csoport · Stanisław Szostecki (POL) · 3-7 · Vugar Orudzsov (EUN) · 2-8 | 9.         | kiesett           | kiesett           | kiesett           | kiesett           | kiesett           | helyezetlen |

DQ2 - passzivitás miatt mindkét versenyzőt kizárták

## Cselgáncs
Férfi
| Versenyző        | Versenyszám | Selejtező                           | 32-es főtábla                  | Nyolcaddöntő                              | Negyeddöntő                     | Elődöntő                       | Vigaszág első kör | Vigaszág nyolcaddöntő | Vigaszág negyeddöntő | Vigaszág elődöntő | Bronz- mérkőzés                     | Döntő             | Helyezés |
| Versenyző        | Versenyszám | Ellenfél Eredmény                   | Ellenfél Eredmény              | Ellenfél Eredmény                         | Ellenfél Eredmény               | Ellenfél Eredmény              | Ellenfél Eredmény | Ellenfél Eredmény     | Ellenfél Eredmény    | Ellenfél Eredmény | Ellenfél Eredmény                   | Ellenfél Eredmény | Helyezés |
| ---------------- | ----------- | ----------------------------------- | ------------------------------ | ----------------------------------------- | ------------------------------- | ------------------------------ | ----------------- | --------------------- | -------------------- | ----------------- | ----------------------------------- | ----------------- | -------- |
| Jörgen Häggqvist | Harmatsúly  | Francisco Morales (ARG) · 0000-1000 | kiesett                        | kiesett                                   | kiesett                         | kiesett                        |                   |                       |                      |                   |                                     |                   | 36.      |
| Anders Dahlin    | Könnyűsúly  | William Cusack (GBR) · 0000-0010    | kiesett                        | kiesett                                   | kiesett                         | kiesett                        |                   |                       |                      |                   |                                     |                   | 34.      |
| Lars Adolfsson   | Váltósúly   | erőnyerő                            | Suleman Musa (NGR) · 1000-0000 | Davaasambuugiin Dorjbat (MGL) · 1000-0000 | Kim Byeong-Ju (KOR) · 0010-0000 | Jason Morris (USA) · 0000-1000 |                   |                       |                      |                   | Bertrand Damaisin (FRA) · 0000-0100 |                   | 5.       |

Női
| Versenyző          | Versenyszám  | Selejtező                    | Nyolcaddöntő                                      | Negyeddöntő                        | Elődöntő          | Vigaszág nyolcaddöntő | Vigaszág negyeddöntő                     | Vigaszág elődöntő                  | Bronz- mérkőzés   | Döntő             | Helyezés |
| Versenyző          | Versenyszám  | Ellenfél Eredmény            | Ellenfél Eredmény                                 | Ellenfél Eredmény                  | Ellenfél Eredmény | Ellenfél Eredmény     | Ellenfél Eredmény                        | Ellenfél Eredmény                  | Ellenfél Eredmény | Ellenfél Eredmény | Helyezés |
| ------------------ | ------------ | ---------------------------- | ------------------------------------------------- | ---------------------------------- | ----------------- | --------------------- | ---------------------------------------- | ---------------------------------- | ----------------- | ----------------- | -------- |
| Eva Wikström       | Harmatsúly   | erőnyerő                     | Sharon Rendle (GBR) · 0000-1000                   | kiesett                            | kiesett           |                       |                                          |                                    |                   |                   | 16.      |
| Ursula Myrén       | Könnyűsúly   | erőnyerő                     | Csin Hsziang-lan (Jin Xianglan) (CHN) · 0010-0000 | Driulis González (CUB) · 0000-0010 |                   |                       | Maria Gontowicz-Szałas (POL) · 0000-0010 | kiesett                            | kiesett           |                   | 9.       |
| Katarina Håkansson | Félnehézsúly | Heli Syrjä (FIN) · 1000-0000 | Mélanie Engoang (GAB) · 0100-0000                 | Tanabe Jóko (JPN) · 0000-1000      |                   |                       | Cristina Curto (ESP) · 0010-0000         | Laetitia Meignan (FRA) · 0000-0010 | kiesett           |                   | 7.       |

## Evezés
Férfi
| Versenyző                                                       | Versenyszám   | Előfutam | Előfutam | Vigaszág | Vigaszág | Elődöntő | Elődöntő | Elődöntő | Döntő | Döntő   | Döntő | Helyezés |
| Versenyző                                                       | Versenyszám   | Idő      | Hely.    | Idő      | Hely.    | Típus    | Idő      | Hely.    | Típus | Idő     | Hely. | Helyezés |
| --------------------------------------------------------------- | ------------- | -------- | -------- | -------- | -------- | -------- | -------- | -------- | ----- | ------- | ----- | -------- |
| Mattias Lindgren Per Andersson                                  | Kétpárevezős  | 6:43,44  | 2.       | 6:42,96  | 3.       | C/D      | 6:30,93  | 3.       | C     | 6:41,37 | 5.    | 17.      |
| Fredrik Hultén Tommy Österlund David Svensson Per-Olof Claesson | Négypárevezős | 5:56,00  | 4.       | 5:59,47  | 4.       |          |          |          | C     | 6:20,86 | 3.    | 15.      |

Női
| Versenyző     | Versenyszám  | Előfutam | Előfutam | Vigaszág | Vigaszág | Elődöntő | Elődöntő | Elődöntő | Döntő | Döntő   | Döntő | Helyezés |
| Versenyző     | Versenyszám  | Idő      | Hely.    | Idő      | Hely.    | Típus    | Idő      | Hely.    | Típus | Idő     | Hely. | Helyezés |
| ------------- | ------------ | -------- | -------- | -------- | -------- | -------- | -------- | -------- | ----- | ------- | ----- | -------- |
| Maria Brandin | Egypárevezős | 7:47,01  | 2.       |          |          | A/B      | 7:36,88  | 3.       | A     | 7:37,55 | 5.    | 5.       |

## Íjászat
Női
| Versenyző                                                  | Versenyszám | Selejtező | Selejtező | Selejtező | Selejtező | Selejtező | Selejtező | Selejtező | Selejtező | Selejtező | Selejtező | Kieséses szakasz                              | Kieséses szakasz                                                                              | Kieséses szakasz                                                               | Kieséses szakasz  | Kieséses szakasz  | Helyezés |
| Versenyző                                                  | Versenyszám | 30 m      | 30 m      | 50 m      | 50 m      | 60 m      | 60 m      | 70 m      | 70 m      | Pont      | Hely.     | 32-es főtábla                                 | Nyolcaddöntő                                                                                  | Negyeddöntő                                                                    | Elődöntő          | Döntő             | Helyezés |
| Versenyző                                                  | Versenyszám | Pont      | Hely.     | Pont      | Hely.     | Pont      | Hely.     | Pont      | Hely.     | Pont      | Hely.     | Ellenfél Eredmény                             | Ellenfél Eredmény                                                                             | Ellenfél Eredmény                                                              | Ellenfél Eredmény | Ellenfél Eredmény | Helyezés |
| ---------------------------------------------------------- | ----------- | --------- | --------- | --------- | --------- | --------- | --------- | --------- | --------- | --------- | --------- | --------------------------------------------- | --------------------------------------------------------------------------------------------- | ------------------------------------------------------------------------------ | ----------------- | ----------------- | -------- |
| Lise-Lotte Djerf                                           | Egyéni      | 343       | 22.       | 303       | 41.       | 321       | 32.       | 308       | 21.       | 1275      | 26.       | Alison Williamson (GBR) (7.) · 97-107         | kiesett                                                                                       | kiesett                                                                        | kiesett           | kiesett           | 28.      |
| Kristina Persson-Nordlander                                | Egyéni      | 343       | 22.       | 313       | 24.       | 310       | 46.       | 300       | 31.       | 1266      | 34.       | kiesett                                       | kiesett                                                                                       | kiesett                                                                        | kiesett           | kiesett           | 34.      |
| Jenny Sjöwall                                              | Egyéni      | 342       | 24.       | 314       | 22.       | 324       | 26.       | 313       | 14.       | 1293      | 21.       | Natalia Nasaridze-Çakir (TUR) (12.) · 104-105 | kiesett                                                                                       | kiesett                                                                        | kiesett           | kiesett           | 18.      |
| Lise-Lotte Djerf Kristina Persson-Nordlander Jenny Sjöwall | Csapat      | 1028      | 5.        | 930       | 11.       | 955       | 12.       | 921       | 5.        | 3834      | 8.        |                                               | Nagy-Britannia (GBR) · Joanne Franks-Edens · Sylvia Harris · Alison Williamson (9.) · 239-229 | Dél-Korea (KOR) · Lee Eun-Gyeong · Cho Yun-Jeong · Kim Szunjong (1.) · 240-240 | kiesett           | kiesett           | 5.       |

## Kajak-kenu

### Síkvízi
Férfi
| Versenyző                                         | Versenyszám         | Előfutam | Előfutam | Előfutam | Vigaszág | Vigaszág | Vigaszág | Elődöntő | Elődöntő | Elődöntő | Döntő   | Döntő    |
| Versenyző                                         | Versenyszám         | Idő      | Hely.    | Össz.    | Idő      | Hely.    | Össz.    | Idő      | Hely.    | Össz.    | Idő     | Helyezés |
| ------------------------------------------------- | ------------------- | -------- | -------- | -------- | -------- | -------- | -------- | -------- | -------- | -------- | ------- | -------- |
| Karl Sundqvist                                    | Kajak egyes 500 m   | 1:42,40  | 2.       | 11.      | erőnyerő | erőnyerő | erőnyerő | 1:42,90  | 6.       | 10.      | kiesett | kiesett  |
| Pär Lindén                                        | Kajak egyes 1000 m  | 3:43,89  | 5.       | 14.      | kizárták | kizárták | kizárták | kiesett  | kiesett  | kiesett  | kiesett | kiesett  |
| Karl Sundqvist Gunnar Olsson                      | Kajak kettes 500 m  | 1:35,84  | 3.       | 12.      | 1:31,12  | 1.       | 1.       | 1:29,76  | 3.       | 5.       | 1:31,48 | 5.       |
| Karl Sundqvist Gunnar Olsson                      | Kajak kettes 1000 m | 3:12,19  | 1.       | 1.       | erőnyerő | erőnyerő | erőnyerő | 3:16,66  | 1.       | 1.       | 3:17,70 |          |
| Pablo Grate Jonas Fager Anders Ohlsén Hans Olsson | Kajak négyes 1000 m | 2:56,22  | 4.       | 6.       |          |          |          | 2:58,27  | 2.       | 7.       | 3:01,46 | 7.       |
| Peter Liljedahl                                   | Kenu egyes 500 m    | 1:59,07  | 6.       | 18.      | 1:55,29  | 3.       | 4.       | 1:58,26  | 7.       | 14.      | kiesett | kiesett  |
| Peter Liljedahl                                   | Kenu egyes 1000 m   | 4:05,08  | 4.       | 8.       | 4:03,44  | 2.       | 3.       | kizárták | kizárták | kizárták | kiesett | kiesett  |

Női
| Versenyző                                                     | Versenyszám        | Előfutam | Előfutam | Előfutam | Elődöntő | Elődöntő | Elődöntő | Döntő   | Döntő    |
| Versenyző                                                     | Versenyszám        | Idő      | Hely.    | Össz.    | Idő      | Hely.    | Össz.    | Idő     | Helyezés |
| ------------------------------------------------------------- | ------------------ | -------- | -------- | -------- | -------- | -------- | -------- | ------- | -------- |
| Susanne Gunnarsson                                            | Kajak egyes 500 m  | 1:54,14  | 1.       | 4.       | 1:52,30  | 4.       | 6.       | 1:55,55 | 9.       |
| Susanne Gunnarsson Agneta Andersson                           | Kajak kettes 500 m | 1:42,23  | 1.       | 2.       | 1:41,08  | 2.       | 3.       | 1:40,41 |          |
| Anna Olsson Maria Haglund Susanne Rosenqvist Agneta Andersson | Kajak négyes 500 m | 1:33,25  | 1.D      | 2.       |          |          |          | 1:39,79 |          |

## Kerékpározás

### Országúti kerékpározás
Férfi
| Versenyző                                                    | Versenyszám     | Idő            | Helyezés      |
| ------------------------------------------------------------ | --------------- | -------------- | ------------- |
| Michael Andersson                                            | Mezőnyverseny   | 4:35:56(+0:35) | 67.           |
| Michel Lafis                                                 | Mezőnyverseny   | 4:35:56(+0:35) | 12.           |
| Glenn Magnusson                                              | Mezőnyverseny   | 4:44:32(+9:11) | 77.           |
| Michael Andersson Björn Johansson Jan Karlsson Johan Fagrell | Csapat időfutam | nem ért célba  | nem ért célba |

Női
| Versenyző          | Versenyszám   | Idő            | Helyezés |
| ------------------ | ------------- | -------------- | -------- |
| Marie Höljer       | Mezőnyverseny | 2:05:03(+0:21) | 9.       |
| Madeleine Lindberg | Mezőnyverseny | 2:05:46(+1:04) | 38.      |
| Elisabeth Westman  | Mezőnyverseny | 2:05:03(+0:21) | 27.      |

## Kézilabda

### Férfi
| Svéd férfi kézilabdacsapat-játékoskeret                                                                                              | Svéd férfi kézilabdacsapat-játékoskeret                                                                                               |
| --- | --- |
| - Magnus Andersson - Robert Andersson - Anders Bäckegren - Per Carlén - Magnus Cato - Erik Hajas - Robert Hedin - Patrik Liljestrand | - Ola Lindgren - Mats Olsson - Steffan Olsson - Axel Sjöblad - Tommy Souraniemi - Tomas Svensson - Pierre Thorsson - Magnus Wislander |

#### Eredmények
Csoportkör
A csoport
| Csapat              | M | Gy | D | V | G+  | G–  | Gk  | P  |
| ------------------- | - | -- | - | - | --- | --- | --- | -- |
| Svédország (SWE)    | 5 | 5  | 0 | 0 | 118 | 86  | +32 | 10 |
| Izland (ISL)        | 5 | 3  | 1 | 1 | 101 | 99  | +2  | 7  |
| Dél-Korea (KOR)     | 5 | 3  | 0 | 2 | 114 | 115 | –1  | 6  |
| Magyarország (HUN)  | 5 | 2  | 0 | 3 | 102 | 108 | –6  | 4  |
| Csehszlovákia (TCH) | 5 | 1  | 1 | 3 | 94  | 92  | +2  | 3  |
| Brazília (BRA)      | 5 | 0  | 0 | 5 | 96  | 125 | –29 | 0  |

| 1992. július 27. 11:30 | Svédország (SWE) | 20–14 | Csehszlovákia (TCH) | Játékvezetők: Lelong, Tancrez (FRA) |
| 1992. július 27. 11:30 | Thorsson 7       | (8–7) | Bergendi 4          | Játékvezetők: Lelong, Tancrez (FRA) |
| 1992. július 27. 11:30 |                  |       |                     | Játékvezetők: Lelong, Tancrez (FRA) |

| 1992. július 29. 10:00 | Dél-Korea (KOR)            | 18–26  | Svédország (SWE) | Játékvezetők: H.E. Thomas, J.K. Thomas (GER) |
| 1992. július 29. 10:00 | Cso Cshihjo (Jo Chi-Hyo) 5 | (6–15) | Thorsson 7       | Játékvezetők: H.E. Thomas, J.K. Thomas (GER) |
| 1992. július 29. 10:00 |                            |        |                  | Játékvezetők: H.E. Thomas, J.K. Thomas (GER) |

| 1992. július 31. 19:00 | Svédország (SWE) | 22–15  | Brazília (BRA) | Játékvezetők: Guterman (LTU), Taranoukhine (RUS) |
| 1992. július 31. 19:00 | Hedin 6          | (11–7) | Carnasciali 5  | Játékvezetők: Guterman (LTU), Taranoukhine (RUS) |
| 1992. július 31. 19:00 |                  |        |                | Játékvezetők: Guterman (LTU), Taranoukhine (RUS) |

| 1992. augusztus 2. 16:00 | Magyarország (HUN) | 21–25   | Svédország (SWE) | Játékvezetők: Gallego, Lamas (ESP) |
| 1992. augusztus 2. 16:00 | Éles 5             | (10–14) | Hajas 6          | Játékvezetők: Gallego, Lamas (ESP) |
| 1992. augusztus 2. 16:00 |                    |         |                  | Játékvezetők: Gallego, Lamas (ESP) |

| 1992. augusztus 4. 20:30 | Svédország (SWE) | 25–18  | Izland (ISL) | Játékvezetők: Christensen, Jorgensen (DEN) |
| 1992. augusztus 4. 20:30 | Carlén 8         | (12–7) | Sveinsson 5  | Játékvezetők: Christensen, Jorgensen (DEN) |
| 1992. augusztus 4. 20:30 |                  |        |              | Játékvezetők: Christensen, Jorgensen (DEN) |

Elődöntő
| 1992. augusztus 6. 19:00 | Svédország (SWE) | 25–22   | Franciaország (FRA) | Játékvezetők: Szajna, Wroblewski (POL) |
| 1992. augusztus 6. 19:00 | Thorsson 6       | (11–10) | Lathoud 6           | Játékvezetők: Szajna, Wroblewski (POL) |
| 1992. augusztus 6. 19:00 |                  |         |                     | Játékvezetők: Szajna, Wroblewski (POL) |

Döntő
| 1992. augusztus 8. 17:00 | Svédország (SWE) | 20–22 | Egyesített Csapat (EUN) | Játékvezetők: Gallego, Lamas (ESP) |
| 1992. augusztus 8. 17:00 | Hajas 7          | (9–9) | Gavrilov 5              | Játékvezetők: Gallego, Lamas (ESP) |
| 1992. augusztus 8. 17:00 |                  |       |                         | Játékvezetők: Gallego, Lamas (ESP) |

| Csapat           | Helyezés |
| ---------------- | -------- |
| Svédország (SWE) |          |

## Labdarúgás
| Svéd férfi labdarúgócsapat-játékoskeret | Svéd férfi labdarúgócsapat-játékoskeret |
| --- | --- |
| - Patrik Andersson - Filip Apelstav - Niclas Alexandersson - Jonas Axeldahl - Joachim Björklund - Tomas Brolin - Jan Ekholm - Christer Fursth | - Niklas Gudmundsson - Jesper Jansson - Magnus Johansson - Stefan Landberg - Björn Lilius - Håkan Mild - Jonny Rödlund - Pascal Simpson - Szövetségi kapitány: Nils Andersson |

### Eredmények
Csoportkör
C csoport
| Csapat           | M | Gy | D | V | Rg | Kg | Gk | P |
| ---------------- | - | -- | - | - | -- | -- | -- | - |
| Svédország (SWE) | 3 | 1  | 2 | 0 | 5  | 1  | +4 | 4 |
| Paraguay (PAR)   | 3 | 1  | 2 | 0 | 3  | 1  | +2 | 4 |
| Dél-Korea (KOR)  | 3 | 0  | 3 | 0 | 2  | 2  | 0  | 3 |
| Marokkó (MAR)    | 3 | 0  | 1 | 2 | 2  | 8  | –6 | 1 |

| 1992. július 26. 21:00 |

| Svédország (SWE) | 0–0         | Paraguay (PAR) |
| ---------------- | ----------- | -------------- |
|                  | Jegyzőkönyv |                |

| Estadi de Sarrià, Barcelona Nézőszám: 15 000 Játékvezető: Lube Szpaszov (bolgár) |

| 1992. július 28. 19:00 |

| Svédország (SWE)                    | 4–0               | Marokkó (MAR)   |
| ----------------------------------- | ----------------- | --------------- |
| Brolin 14' 69' Mild 20' Rödlund 57' | (2–0) Jegyzőkönyv | El-Badrioui 63′ |

| Estadio Nova Creu Alta, Sabadell Nézőszám: 5 000 Játékvezető: Torres Cadena (kolumbiai) |

| 1992. július 30. 21:00 |

| Svédország (SWE) | 1–1               | Dél-Korea (KOR)                   |
| ---------------- | ----------------- | --------------------------------- |
| Rödlund 50'      | (0–1) Jegyzőkönyv | Szo Dzsongvon (Seo Jeong-Won) 28' |

| Estadi de Sarrià, Barcelona Nézőszám: 12 000 Játékvezető: Díaz Vega (spanyol) |

Negyeddöntő
| 1992. augusztus 2. 21:30 |

| Svédország (SWE) | 1–2               | Ausztrália (AUS)         |
| ---------------- | ----------------- | ------------------------ |
| Andersson 60'    | (0–1) Jegyzőkönyv | Markovski 30' Murphy 53' |

| Camp Nou, Barcelona Nézőszám: 30 000 Játékvezető: Brizio Carter (mexikói) |

| Csapat           | Helyezés |
| ---------------- | -------- |
| Svédország (SWE) | 5.       |

## Lovaglás
Díjlovaglás
| Versenyző                                                                               | Ló                               | Versenyszám | Selejtező | Selejtező | Selejtező | Selejtező | Selejtező | Selejtező | Selejtező | Selejtező | Selejtező | Selejtező | Selejtező  | Selejtező  | Döntő   | Döntő   | Döntő   | Döntő   | Döntő   | Döntő   | Döntő   | Döntő   | Döntő   | Döntő   | Döntő      | Helyezés |
| Versenyző                                                                               | Ló                               | Versenyszám | 1. kör    | 1. kör    | 2. kör    | 2. kör    | 3. kör    | 3. kör    | 4. kör    | 4. kör    | 5. kör    | 5. kör    | Összesítés | Összesítés | 1. kör  | 1. kör  | 2. kör  | 2. kör  | 3. kör  | 3. kör  | 4. kör  | 4. kör  | 5. kör  | 5. kör  | Összesítés | Helyezés |
| Versenyző                                                                               | Ló                               | Versenyszám | Pont      | Hely.     | Pont      | Hely.     | Pont      | Hely.     | Pont      | Hely.     | Pont      | Hely.     | Pont       | Hely.      | Pont    | Hely.   | Pont    | Hely.   | Pont    | Hely.   | Pont    | Hely.   | Pont    | Hely.   | Pont       | Helyezés |
| --------------------------------------------------------------------------------------- | -------------------------------- | ----------- | --------- | --------- | --------- | --------- | --------- | --------- | --------- | --------- | --------- | --------- | ---------- | ---------- | ------- | ------- | ------- | ------- | ------- | ------- | ------- | ------- | ------- | ------- | ---------- | -------- |
| Ann Behrenfors                                                                          | Leroy                            | Egyéni      | 307       | 14.       | 310       | 18.       | 307       | 16.       | 286       | 34.       | 304       | 17.       | 1514       | 20.        | kiesett | kiesett | kiesett | kiesett | kiesett | kiesett | kiesett | kiesett | kiesett | kiesett | kiesett    | 20.      |
| Eva Karin Oscarsson-Göthberg                                                            | Lille Claus                      | Egyéni      | 300       | 27.       | 290       | 36.       | 303       | 26.       | 287       | 33.       | 280       | 43.       | 1460       | 35.        | kiesett | kiesett | kiesett | kiesett | kiesett | kiesett | kiesett | kiesett | kiesett | kiesett | kiesett    | 35.      |
| Tinne Wilhelmsson-Silfvén                                                               | Caprice                          | Egyéni      | 304       | 20.       | 311       | 17.       | 306       | 20.       | 294       | 22.       | 307       | 13.       | 1522       | 18.        | kiesett | kiesett | kiesett | kiesett | kiesett | kiesett | kiesett | kiesett | kiesett | kiesett | kiesett    | 18.      |
| Annica Westerberg                                                                       | Taktik                           | Egyéni      | 297       | 31.       | 303       | 24.       | 303       | 26.       | 294       | 22.       | 304       | 17.       | 1501       | 24.        | kiesett | kiesett | kiesett | kiesett | kiesett | kiesett | kiesett | kiesett | kiesett | kiesett | kiesett    | 24.      |
| Ann Behrenfors Eva Karin Oscarsson-Göthberg Tinne Wilhelmsson-Silfvén Annica Westerberg | Leroy Lille Claus Caprice Taktik | Csapat      |           |           |           |           |           |           |           |           |           |           |            |            |         |         |         |         |         |         |         |         |         |         | 4537       | 4.       |

Díjugratás
| Versenyző                                               | Ló                                | Versenyszám | Selejtező | Selejtező | Selejtező | Selejtező | Selejtező | Selejtező     | Selejtező  | Selejtező  | Döntő   | Döntő   | Döntő   | Döntő   | Végeredmény | Végeredmény |
| Versenyző                                               | Ló                                | Versenyszám | 1. kör    | 1. kör    | 2. kör    | 2. kör    | 2. kör    | 3. kör        | Összesítés | Összesítés | 1. kör  | 1. kör  | 2. kör  | 2. kör  | Végeredmény | Végeredmény |
| Versenyző                                               | Ló                                | Versenyszám | Pont      | Hely.     | Pont      | Össz.     | Hely.     | Pont          | Pont       | Hely.      | Bünt.   | Hely.   | Bünt.   | Hely.   | Pont/Bünt   | Helyezés    |
| ------------------------------------------------------- | --------------------------------- | ----------- | --------- | --------- | --------- | --------- | --------- | ------------- | ---------- | ---------- | ------- | ------- | ------- | ------- | ----------- | ----------- |
| Peter Eriksson                                          | Moritz                            | Egyéni      | 82,50     | 1.        | 84,50     | 167,00    | 1.        | nem ért célba | 167,00     | 19.        | 8,25    | 23.     | kiesett | kiesett | 8,25        | 23.         |
| Maria Gretzer                                           | Marcoville                        | Egyéni      | 61,00     | 27.       | 56,00     | 117,00    | 25.       | 80,00         | 197,00     | 8.         | 4,75    | 13.     | 5,50    | 6.      | 10,25       | 6.          |
| Ulrika Hedin                                            | Lipton                            | Egyéni      | 30,50     | 56.       | 56,00     | 86,50     | 42.       | 51,00         | 137,50     | 45.        | 20,50   | 36.     | kiesett | kiesett | 20,50       | 36.         |
| Henrik Lannér                                           | Cantadou                          | Egyéni      | 25,00     | 63.       | 39,50     | 64,50     | 57.       |               | 64,50      | 66.        | kiesett | kiesett | kiesett | kiesett | 64,50       | 66.         |
| Peter Eriksson Maria Gretzer Ulrika Hedin Henrik Lannér | Moritz Marcoville Lipton Cantadou | Csapat      |           |           |           |           |           |               |            |            | 21,00   | 9.      | 16,00   | 6.      | 37,00       | 8.          |

Lovastusa
| Versenyző                                                    | Ló                                        | Versenyszám | Díjlovaglás | Díjlovaglás | Tereplovaglás | Tereplovaglás | Tereplovaglás | Díjugratás | Díjugratás | Végeredmény | Végeredmény |
| Versenyző                                                    | Ló                                        | Versenyszám | Bünt.       | Hely.       | Bünt.         | Hely.         | Össz.         | Bünt.      | Hely.      | Bünt.       | Helyezés    |
| ------------------------------------------------------------ | ----------------------------------------- | ----------- | ----------- | ----------- | ------------- | ------------- | ------------- | ---------- | ---------- | ----------- | ----------- |
| Erik Duvander                                                | Saucy Gift                                | Egyéni      | 58,80       | 23.         | 164,40        | 59.           | 58.           | 11,25      | 40.        | 234,45      | 57.         |
| Peder Fredericson                                            | Hilly Trip                                | Egyéni      | 88,60       | 78.         | 22,40         | 4.            | 20.           | 0,00       | 1.         | 111,00      | 14.         |
| Anna Hermann                                                 | Malacky                                   | Egyéni      | 51,80       | 11.         | 116,80        | 53.           | 45.           | 10,00      | 24.        | 178,60      | 43.         |
| Staffan Lidbeck                                              | Bernhardino                               | Egyéni      | 61,60       | 29.         | 52,80         | 26.           | 22.           | kizárták   | kizárták   | kiesett     | kiesett     |
| Erik Duvander Peder Fredericson Anna Hermann Staffan Lidbeck | Saucy Gift Hilly Trip Malacky Bernhardino | Csapat      | 199,20      | 11.         | 303,60        | 12.           | 13.           | 21,25      | 3.         | 524,05      | 11.         |

## Műugrás
Férfi
| Versenyző        | Versenyszám    | Elődöntő | Elődöntő | Döntő  | Döntő    |
| Versenyző        | Versenyszám    | Pont     | Helyezés | Pont   | Helyezés |
| ---------------- | -------------- | -------- | -------- | ------ | -------- |
| Joakim Andersson | Egyéni műugrás | 376,68   | 10.      | 562,74 | 9.       |

## Ökölvívás
| Versenyző       | Versenyszám | Selejtező                          | Nyolcaddöntő            | Negyeddöntő                | Elődöntő          | Döntő             | Helyezés |
| Versenyző       | Versenyszám | Ellenfél Eredmény                  | Ellenfél Eredmény       | Ellenfél Eredmény          | Ellenfél Eredmény | Ellenfél Eredmény | Helyezés |
| --------------- | ----------- | ---------------------------------- | ----------------------- | -------------------------- | ----------------- | ----------------- | -------- |
| Wasesa Sabuni   | Pehelysúly  | Heritovo Rakotomanga (MAD) · 14-22 | kiesett                 | kiesett                    | kiesett           | kiesett           | 17.      |
| Sören Antman    | Váltósúly   | Giovanni Pretorius (RSA) · RSC     | César Ramos (DOM) · RSC | Juan Hernández (CUB) · RSC | kiesett           | kiesett           | 5.       |
| John Pettersson | Nehézsúly   | Paul Douglas (IRL) · 1-8           | kiesett                 | kiesett                    | kiesett           | kiesett           | 17.      |

RSC - a játékvezető megállította a mérkőzést

## Öttusa
| Versenyző                                       | Versenyszám | Vívás    | Vívás | Vívás  | Úszás  | Úszás | Úszás | Lövészet | Lövészet | Lövészet | Futás   | Futás | Futás | Lovaglás | Lovaglás | Lovaglás | Összesen    | Összesen |
| Versenyző                                       | Versenyszám | Pontszám | Pont  | Hely.  | Idő    | Pont  | Hely. | Eredmény | Pont     | Hely.    | Idő     | Pont  | Hely. | Idő      | Pont     | Hely.    | Összes pont | Helyezés |
| ----------------------------------------------- | ----------- | -------- | ----- | ------ | ------ | ----- | ----- | -------- | -------- | -------- | ------- | ----- | ----- | -------- | -------- | -------- | ----------- | -------- |
| Per-Olov Danielsson                             | Egyéni      | 35-30    | 813   | 24.**  | 3:27,9 | 1212  | 38.   | 181      | 985      | 45.*     | 13:59,3 | 1048  | 44.   | 2:12,9   | 920      | 38.      | 4978        | 40.      |
| Håkan Norebrink                                 | Egyéni      | 37-28    | 847   | 14.**  | 3:20,2 | 1272  | 14.   | 184      | 1030     | 33.****  | 13:51,7 | 1072  | 39.   | 1:38,0   | 1100     | 3.       | 5321        | 6.       |
| Per Nyqvist                                     | Egyéni      | 32-33    | 762   | 40.*** | 3:31,0 | 1184  | 47.*  | 188      | 1090     | 17.**    | 13:36,5 | 1117  | 32.   | 1:44,3   | 976      | 30.      | 5129        | 28.      |
| Per-Olov Danielsson Håkan Norebrink Per Nyqvist | Csapat      |          | 2422  | 10.    |        | 3668  | 10.   |          | 3105     | 10.      |         | 3237  | 11.   |          | 2996     | 4.       | 15428       | 8.       |

* - egy másik versenyzővel azonos időt/eredményt ért el

** - három másik versenyzővel azonos eredményt ért el

*** - négy másik versenyzővel azonos eredményt ért el

**** - hat másik versenyzővel azonos eredményt ért el

## Sportlövészet
Férfi
| Versenyző         | Versenyszám           | Selejtező | Selejtező | Döntő   | Döntő    |
| Versenyző         | Versenyszám           | Pont      | Helyezés  | Pont    | Helyezés |
| ----------------- | --------------------- | --------- | --------- | ------- | -------- |
| Benny Östlund     | Légpisztoly           | 574       | 26.*      | kiesett | kiesett  |
| Benny Östlund     | Szabadpisztoly        | 557       | 15.       | kiesett | kiesett  |
| Ragnar Skanåker   | Szabadpisztoly        | 566       | 4.        | 657     |          |
| Ragnar Skanåker   | Légpisztoly           | 574       | 26.*      | kiesett | kiesett  |
| Peter Gabrielsson | Sportpuska, fekvő     | 597       | 5.        | 699,5   | 7.       |
| Peter Gabrielsson | Sportpuska, összetett | 1168      | 5.        | 1261,1  | 7.       |

Női
| Versenyző         | Versenyszám   | Selejtező | Selejtező | Döntő   | Döntő    |
| Versenyző         | Versenyszám   | Pont      | Helyezés  | Pont    | Helyezés |
| ----------------- | ------------- | --------- | --------- | ------- | -------- |
| Britt-Marie Ellis | Légpisztoly   | 378       | 12.*      | kiesett | kiesett  |
| Britt-Marie Ellis | Sportpisztoly | 569       | 32.       | kiesett | kiesett  |
| Cris Kajd         | Sportpisztoly | 573       | 21.*      | kiesett | kiesett  |
| Cris Kajd         | Légpisztoly   | 381       | 5.        | 478,9   | 5.       |

Nyílt
| Versenyző          | Versenyszám | Selejtező | Selejtező | Elődöntő | Elődöntő | Döntő   | Döntő    |
| Versenyző          | Versenyszám | Pont      | Helyezés  | Pont     | Helyezés | Pont    | Helyezés |
| ------------------ | ----------- | --------- | --------- | -------- | -------- | ------- | -------- |
| Thomas Knutsson    | Trap        | 137       | 39.***    | kiesett  | kiesett  | kiesett | kiesett  |
| Björn Thorwaldsson | Skeet       | 140       | 51.**     | kiesett  | kiesett  | kiesett | kiesett  |

* - két másik versenyzővel azonos eredményt ért el

** - három másik versenyzővel azonos eredményt ért el

*** -négy másik versenyzővel azonos eredményt ért el

## Súlyemelés
| Versenyző        | Versenyszám | Szakítás | Szakítás | Lökés                    | Lökés                    | Összesen | Helyezés |
| Versenyző        | Versenyszám | Eredmény | Helyezés | Eredmény                 | Helyezés                 | Összesen | Helyezés |
| ---------------- | ----------- | -------- | -------- | ------------------------ | ------------------------ | -------- | -------- |
| Mats Lindqvist   | 75 kg       | 142,5    | 18.      | 170,0                    | 25.                      | 312,5    | 24.      |
| Bijan Rezaei     | 100 kg      | 165,0    | 11.      | 200,0                    | 12.                      | 365,0    | 10.      |
| Anders Lindsjö   | 110 kg      | 160,0    | 19.      | érvényes kísérlet nélkül | érvényes kísérlet nélkül | kiesett  | kiesett  |
| Anders Bergström | +110 kg     | 165,0    | 13.      | 200,0                    | 15.                      | 365,0    | 13.      |
| Rickard Nilsson  | +110 kg     | 165,0    | 12.      | 185,0                    | 17.                      | 350,0    | 16.      |

## Tenisz
Férfi
| Versenyző                   | Versenyszám | 64-es főtábla                           | 32-es főtábla                                                                      | Nyolcaddöntő                                        | Negyeddöntő       | Elődöntő          | Döntő             | Helyezés |
| Versenyző                   | Versenyszám | Ellenfél Eredmény                       | Ellenfél Eredmény                                                                  | Ellenfél Eredmény                                   | Ellenfél Eredmény | Ellenfél Eredmény | Ellenfél Eredmény | Helyezés |
| --------------------------- | ----------- | --------------------------------------- | ---------------------------------------------------------------------------------- | --------------------------------------------------- | ----------------- | ----------------- | ----------------- | -------- |
| Stefan Edberg               | Egyes       | Andrej Csesznokov (EUN) · 0-6, 4-6, 4-6 | kiesett                                                                            | kiesett                                             | kiesett           | kiesett           | kiesett           | 33.      |
| Magnus Gustafsson           | Egyes       | Owen Casey (IRL) · 7-6(7–3), 6-1, 6-4   | Jordi Arrese (ESP) · 2-6, 6-4, 1-6, 6-3, 7-9                                       | kiesett                                             | kiesett           | kiesett           | kiesett           | 17.      |
| Magnus Larsson              | Egyes       | Horst Skoff (AUT) · 6-2, 6-3, 6-3       | Guy Forget (FRA) · 6-3, 6-3, 6-1                                                   | Emilio Sánchez (ESP) · 4-6, 6-7(3–7), 7-6(7–5), 4-6 | kiesett           | kiesett           | kiesett           | 9.       |
| Stefan Edberg Anders Järryd | Páros       |                                         | Egyesült Államok (USA) · Jim Courier · Pete Sampras · 6-1, 3-6, 6-4, 6-7(6–8), 4-6 | kiesett                                             | kiesett           | kiesett           | kiesett           | 17.      |

Női
| Versenyző                          | Versenyszám | 64-es főtábla                      | 32-es főtábla                                                        | Nyolcaddöntő      | Negyeddöntő       | Elődöntő          | Döntő             | Helyezés |
| Versenyző                          | Versenyszám | Ellenfél Eredmény                  | Ellenfél Eredmény                                                    | Ellenfél Eredmény | Ellenfél Eredmény | Ellenfél Eredmény | Ellenfél Eredmény | Helyezés |
| ---------------------------------- | ----------- | ---------------------------------- | -------------------------------------------------------------------- | ----------------- | ----------------- | ----------------- | ----------------- | -------- |
| Catarina Lindqvist                 | Egyes       | Angélica Gavaldón (MEX) · 4-6, 3-6 | kiesett                                                              | kiesett           | kiesett           | kiesett           | kiesett           | 33.      |
| Catarina Lindqvist Maria Lindström | Páros       |                                    | Brazília (BRA) · Cláudia Chabalgoity · Andrea Vieira · 2-6, 6-7(5–7) | kiesett           | kiesett           | kiesett           | kiesett           | 17.      |

## Tollaslabda
| Versenyző                            | Versenyszám | Selejtező                              | 32-es főtábla                                                            | Nyolcaddöntő                                                     | Negyeddöntő                                                                          | Elődöntő          | Döntő             | Helyezés |
| Versenyző                            | Versenyszám | Ellenfél Eredmény                      | Ellenfél Eredmény                                                        | Ellenfél Eredmény                                                | Ellenfél Eredmény                                                                    | Ellenfél Eredmény | Ellenfél Eredmény | Helyezés |
| ------------------------------------ | ----------- | -------------------------------------- | ------------------------------------------------------------------------ | ---------------------------------------------------------------- | ------------------------------------------------------------------------------------ | ----------------- | ----------------- | -------- |
| Peter Axelsson                       | Férfi egyes | Fernando Silva (POR) · 15-7, 15-8      | Andrej Antropov (EUN) · 10-15, 5-15                                      | kiesett                                                          | kiesett                                                                              | kiesett           | kiesett           | 17.      |
| Jens Olsson                          | Férfi egyes | I Kvangdzsin (KOR) · 5-15, 15-12, 15-5 | Ardy Wiranata (INA) · 11-15, 6-15                                        | kiesett                                                          | kiesett                                                                              | kiesett           | kiesett           | 17.      |
| Catrine Bengtsson                    | Női egyes   | erőnyerő                               | Pang Szuhjon (KOR) · 7-11, 3-11                                          | kiesett                                                          | kiesett                                                                              | kiesett           | kiesett           | 17.      |
| Christine Magnusson                  | Női egyes   | Martine de Souza (MRI) · 11-1, 11-0    | Jaroensiri Somhasurthai (THA) · 11-8, 9-12, 4-11                         | kiesett                                                          | kiesett                                                                              | kiesett           | kiesett           | 17.      |
| Jan-Eric Antonsson Stellan Österberg | Férfi páros |                                        | Thaiföld (THA) · Siripong Siripool · Pramote Teerawiwatana · 15-18, 5-15 | kiesett                                                          | kiesett                                                                              | kiesett           | kiesett           | 17.      |
| Peter Axelsson Pär-Gunnar Jönsson    | Férfi páros |                                        | Indonézia (INA) · Rexy Mainaky · Ricky Subagja · 5-15, 11-15             | kiesett                                                          | kiesett                                                                              | kiesett           | kiesett           | 17.      |
| Catrine Bengtsson Maria Bengtsson    | Női páros   |                                        | Hollandia (NED) · Eline Coene · Erica van den Heuvel · 15-10, 7-15, 15-8 | Nagy-Britannia (GBR) · Gillian Gowers · Sara Sankey · 15-8, 15-8 | Kína (CHN) · Kuan Vej-csen (Guan Weizhen) · Nung Csün-hua (Nong Qunhua) · 4-15, 9-15 | kiesett           | kiesett           | 5.       |

## Torna
Férfi
| Versenyző      | Versenyszám      | Selejtező | Selejtező | Döntő    | Döntő    |
| Versenyző      | Versenyszám      | Pontszám  | Helyezés  | Pontszám | Helyezés |
| -------------- | ---------------- | --------- | --------- | -------- | -------- |
| Johan Jonasson | Talaj            | 18,950    | 50.       | kiesett  | kiesett  |
| Johan Jonasson | Ugrás            | 18,850    | 53.       | kiesett  | kiesett  |
| Johan Jonasson | Korlát           | 18,675    | 65.       | kiesett  | kiesett  |
| Johan Jonasson | Nyújtó           | 18,800    | 62.       | kiesett  | kiesett  |
| Johan Jonasson | Gyűrű            | 18,975    | 53.       | kiesett  | kiesett  |
| Johan Jonasson | Lólengés         | 18,850    | 46.       | kiesett  | kiesett  |
| Johan Jonasson | Egyéni összetett | 113,100   | 52.       | kiesett  | kiesett  |

## Úszás
Férfi
| Versenyző                                                               | Versenyszám          | Előfutam         | Előfutam         | Előfutam         | Döntő   | Döntő        | Döntő        | Helyezés     |
| Versenyző                                                               | Versenyszám          | Idő              | Hely.            | Össz.            | Típus   | Idő          | Hely.        | Helyezés     |
| ----------------------------------------------------------------------- | -------------------- | ---------------- | ---------------- | ---------------- | ------- | ------------ | ------------ | ------------ |
| Pär Lindström                                                           | 50 m gyors           | 22,92            | 4.*              | 11.*             | B       | 22,88        | 3.*          | 11.*         |
| Joakim Holmquist                                                        | 50 m gyors           | nem állt rajthoz | nem állt rajthoz | nem állt rajthoz | kiesett | kiesett      | kiesett      | kiesett      |
| Håkan Karlsson                                                          | 100 m gyors          | 50,73            | 5.*              | 18.*             | kiesett | kiesett      | kiesett      | kiesett      |
| Tommy Werner                                                            | 100 m gyors          | 50,00            | 4.               | 6.*              | A       | 49,63        | 6.           | 6.           |
| Tommy Werner                                                            | 200 m gyors          | 1:50,01          | 4.               | 15.              | B       | visszalépett | visszalépett | visszalépett |
| Anders Holmertz                                                         | 200 m gyors          | 1:46,76          | 2.               | 2.               | A       | 1:46,86      | 2.           |              |
| Anders Holmertz                                                         | 400 m gyors          | 3:49,95          | 2.               | 3.               | A       | 3:46,77      | 3.           |              |
| Christer Wallin                                                         | 400 m gyors          | 4:02,14          | 7.               | 36.              | kiesett | kiesett      | kiesett      | kiesett      |
| Rudolf Dollmayer                                                        | 100 m hát            | 58,26            | 6.               | 37.              | kiesett | kiesett      | kiesett      | kiesett      |
| Rudolf Dollmayer                                                        | 100 m pillangó       | 57,27            | 8.               | 47.              | kiesett | kiesett      | kiesett      | kiesett      |
| Jan Bidrman                                                             | 200 m vegyes         | kizárták         | kizárták         | kizárták         | kiesett | kiesett      | kiesett      | kiesett      |
| Jan Bidrman                                                             | 400 m vegyes         | 4:22,96          | 6.               | 13.              | B       | 4:23,52      | 7.           | 15.          |
| Tommy Werner Håkan Karlsson Fredrik Letzler Anders Holmertz Göran Titus | 4 × 100 m gyorsváltó | 3:18,92          | 1.               | 3.               | A       | 3:20,10      | 5.           | 5.           |
| Christer Wallin Anders Holmertz Tommy Werner Lars Frölander             | 4 × 200 m gyorsváltó | 7:20,03          | 1.               | 3.               | A       | 7:15,51      | 2.           |              |

Női
| Versenyző                                                                | Versenyszám          | Előfutam | Előfutam | Előfutam | Döntő   | Döntő   | Döntő   | Helyezés |
| Versenyző                                                                | Versenyszám          | Idő      | Hely.    | Össz.    | Típus   | Idő     | Hely.   | Helyezés |
| ------------------------------------------------------------------------ | -------------------- | -------- | -------- | -------- | ------- | ------- | ------- | -------- |
| Linda Olofsson                                                           | 50 m gyors           | 26,43    | 4.       | 14.*     | B       | 26,51   | 7.      | 15.      |
| Louise Karlsson                                                          | 50 m gyors           | 26,77    | 8.       | 23.      | kiesett | kiesett | kiesett | kiesett  |
| Louise Karlsson                                                          | 200 m vegyes         | 2:18,75  | 4.       | 17.      | kiesett | kiesett | kiesett | kiesett  |
| Eva Nyberg                                                               | 100 m gyors          | 57,36    | 5.       | 19.      | kiesett | kiesett | kiesett | kiesett  |
| Ellenor Svensson                                                         | 100 m gyors          | 58,03    | 8.       | 23.      | kiesett | kiesett | kiesett | kiesett  |
| Malin Nilsson                                                            | 200 m gyors          | 2:03,44  | 7.       | 18.**    | B       | 2:02,02 | 4.      | 12.      |
| Malin Nilsson                                                            | 400 m gyors          | 4:13,16  | 4.       | 6.       | A       | 4:14,10 | 7.      | 7.       |
| Therèse Lundin                                                           | 100 m pillangó       | 1:01,38  | 5.       | 14.      | B       | 1:01,43 | 4.      | 12.      |
| Malin Strömberg                                                          | 100 m pillangó       | 1:02,78  | 8.       | 24.      | kiesett | kiesett | kiesett | kiesett  |
| Eva Nyberg Louise Karlsson Ellenor Svensson Malin Nilsson Linda Olofsson | 4 × 100 m gyorsváltó | 3:48,15  | 3.       | 6.       | A       | 3:48,47 | 7.      | 7.       |

* - egy másik versenyzővel azonos időt ért el

** - két másik versenyző visszalépése miatt indulhatott a B döntőben

## Vitorlázás
Férfi
| Versenyző                     | Versenyszám     | Futam  | Futam | Futam | Futam | Futam  | Futam | Futam | Futam | Futam | Futam  | Pontszám | Helyezés |
| Versenyző                     | Versenyszám     | 1      | 2     | 3     | 4     | 5      | 6     | 7     | 8     | 9     | 10     | Pontszám | Helyezés |
| ----------------------------- | --------------- | ------ | ----- | ----- | ----- | ------ | ----- | ----- | ----- | ----- | ------ | -------- | -------- |
| Magnus Torell                 | Szörfvitorlázás | 8,0    | 19,0  | 25,0  | 16,0  | 10,0   | 21,0  | 23,0  | 16,0  | 19,0  | (27,0) | 157,0    | 13.      |
| Fredrik Lööf                  | Finn dingi      | 25,0   | 5,7   | 3,0   | 14,0  | (28,0) | 13,0  | 8,0   |       |       |        | 68,7     | 5.       |
| Urban Lagnéus Magnus Lundgren | 470-es osztály  | (37,0) | 13,0  | 18,0  | 26,0  | 22,0   | 10,0  | 8,0   |       |       |        | 97,0     | 10.      |

Női
| Versenyző     | Versenyszám     | Futam | Futam  | Futam | Futam | Futam | Futam | Futam | Futam | Futam | Futam | Pontszám | Helyezés |
| Versenyző     | Versenyszám     | 1     | 2      | 3     | 4     | 5     | 6     | 7     | 8     | 9     | 10    | Pontszám | Helyezés |
| ------------- | --------------- | ----- | ------ | ----- | ----- | ----- | ----- | ----- | ----- | ----- | ----- | -------- | -------- |
| Lisa Gullberg | Szörfvitorlázás | 17,0  | (23,0) | 22,0  | 23,0  | 19,0  | 23,0  | 21,0  | 21,0  | 21,0  | 15,0  | 182,0    | 16.      |
| Helena Brodin | Europe          | 11,7  | (26,0) | 18,0  | 17,0  | 0,0   | 13,0  | 21,0  |       |       |       | 80,7     | 11.      |

Nyílt
| Versenyző                  | Versenyszám     | Futam  | Futam | Futam | Futam  | Futam | Futam | Futam  | Pontszám | Helyezés |
| Versenyző                  | Versenyszám     | 1      | 2     | 3     | 4      | 5     | 6     | 7      | Pontszám | Helyezés |
| -------------------------- | --------------- | ------ | ----- | ----- | ------ | ----- | ----- | ------ | -------- | -------- |
| Bobby Lohse Hans Wallén    | Csillaghajó     | 25,0   | 8,0   | 0,0   | 14,0   | 3,0   | 15,0  | (26,0) | 65,0     | 5.       |
| Göran Marström Stefan Rahm | Tornádó         | (26,0) | 19,0  | 21,0  | 17,0   | 15,0  | 24,0  | 25,0   | 121,0    | 18.      |
| Johan Lindell Mats Nyberg  | Repülő hollandi | 14,0   | 13,0  | 5,7   | (22,0) | 11,7  | 20,0  | 14,0   | 78,4     | 6.       |

| Versenyző                             | Versenyszám | Előfutam | Előfutam | Előfutam | Előfutam | Előfutam | Előfutam | Előfutam | Előfutam | Csoportkör | Csoportkör | Csoportkör | Csoportkör | Csoportkör | Csoportkör | Csoportkör | Kieséses szakasz | Kieséses szakasz | Helyezés |
| Versenyző                             | Versenyszám | 1        | 2        | 3        | 4        | 5        | 6        | Pont     | Hely.    | GER        | DEN        | GBR        | USA        | ESP        | Pont       | Hely.      | Elődöntő         | Döntő            | Helyezés |
| ------------------------------------- | ----------- | -------- | -------- | -------- | -------- | -------- | -------- | -------- | -------- | ---------- | ---------- | ---------- | ---------- | ---------- | ---------- | ---------- | ---------------- | ---------------- | -------- |
| Björn Alm Johan Barne Magnus Holmberg | Soling      | 20,0     | 10,0     | 3,0      | 13,0     | 16,0     | 3,0      | 45,0     | 4.       | 1-0        | 1-0        | 0-1        | 0-1        | 0-1        | 2          | 5.         | kiesett          | kiesett          | 5.       |

## Vívás
Férfi
| Versenyző                                                              | Versenyszám       | Csoportkör | Csoportkör | Selejtező                       | 32-es főtábla                             | Egyenes ág a negyeddöntőért             | Egyenes ág a negyeddöntőért                | Vigaszág a negyeddöntőért                | Vigaszág a negyeddöntőért | Vigaszág a negyeddöntőért | Vigaszág a negyeddöntőért           | Negyeddöntő                   | Elődöntő                               | Döntő                           | Helyezés |
| Versenyző                                                              | Versenyszám       | Csoportkör | Csoportkör | Selejtező                       | 32-es főtábla                             | 1. kör                                  | 2. kör                                     | 1. kör                                   | 2. kör                    | 3. kör                    | 4. kör                              | Negyeddöntő                   | Elődöntő                               | Döntő                           | Helyezés |
| Versenyző                                                              | Versenyszám       | Ellenfél Eredmény | Hely.      | Ellenfél Eredmény               | Ellenfél Eredmény                         | Ellenfél Eredmény                       | Ellenfél Eredmény                          | Ellenfél Eredmény                        | Ellenfél Eredmény         | Ellenfél Eredmény         | Ellenfél Eredmény                   | Ellenfél Eredmény             | Ellenfél Eredmény                      | Ellenfél Eredmény               | Helyezés |
| ---------------------------------------------------------------------- | ----------------- | --- | ---------- | ------------------------------- | ----------------------------------------- | --------------------------------------- | ------------------------------------------ | ---------------------------------------- | ------------------------- | ------------------------- | ----------------------------------- | ----------------------------- | -------------------------------------- | ------------------------------- | -------- |
| Ola Kajbjer                                                            | Tőr, egyéni       | 5. csoport · Szerhij Holubickij (EUN) · 2-5 · Patrick Groc (FRA) · 4-5 · Yu Bong-Hyeong (KOR) · 2-5 · William Gosbee (GBR) · 5-3 · Alberto González (ARG) · 5-2                                        | 4.         | Kiss Róbert (HUN) · 6-5, 5-1    | Je Csung (Ye Chong) (CHN) · 2-5, 6-4, 5-3 | Anatol Richter (AUT) · 3-5, 5-3, 5-1    | Guillermo Betancourt (CUB) · 3-5, 5-3, 3-5 |                                          |                           |                           | Szerhij Holubickij (EUN) · 1-5, 5-6 | kiesett                       | kiesett                                | kiesett                         | 12.      |
| Thomas Lundblad                                                        | Párbajtőr, egyéni | 10. csoport · Pavel Kolobkov (EUN) · 3-5 · Arnd Schmitt (GER) · 5-2 · Rafael di Tella (ARG) · 5-4 · Wong Liang Hun (SIN) · 5-2 · Rui Frazão (POR) · 5-2 · Viktor Zuikov (EST) · 2-5                    | 2.         | Hegedűs Ferenc (HUN) · 6-5, 5-3 | Jean-Michel Henry (FRA) · 1-5, 1-5        |                                         |                                            | Bogdan Nowosielski (CAN) · 3-5, 6-4, 5-6 | kiesett                   | kiesett                   | kiesett                             | kiesett                       | kiesett                                | kiesett                         | 28.      |
| Ulf Sandegren                                                          | Párbajtőr, egyéni | 8. csoport · Jean-Michel Henry (FRA) · 3-5 · Kim Jeong-Gwan (KOR) · 0-5 · André Kuhn (SUI) · 3-5 · Jean-Marc Chouinard (CAN) · 5-3 · Sławomir Nawrocki (POL) · 5-3 · Heinrich van Garderen (RSA) · 5-4 | 5.         | Aleš Depta (TCH) · 4-6, 2-5     | kiesett                                   | kiesett                                 | kiesett                                    | kiesett                                  | kiesett                   | kiesett                   | kiesett                             | kiesett                       | kiesett                                | kiesett                         | 46.      |
| Vánky Péter                                                            | Párbajtőr, egyéni | 3. csoport · Andrej Suvalov (EUN) · 5-4 · Maciej Ciszewski (POL) · 5-4 · Mohammed el-Hamar (KUW) · 5-1 · Cornel Milan (ROU) · 5-3 · Luciano Finardi (BRA) · 5-1 · Raúl Maroto (ESP) · 4-5              | 1.         | erőnyerő                        | Robert Davidson (AUS) · 3-5, 5-2, 5-3     | Roberto Lazzarini (BRA) · 3-5, 5-3, 5-3 | Elmar Borrmann (GER) · 2-5, 6-4, 2-5       |                                          |                           |                           | Jean-Michel Henry (FRA) · 3-5, 4-6  | kiesett                       | kiesett                                | kiesett                         | 10.      |
| Mats Ahlgren Jerri Bergström Thomas Lundblad Ulf Sandegren Vánky Péter | Párbajtőr, csapat | 1. csoport · Dél-Korea (KOR) · 9-2 · Franciaország (FRA) · 7-9 | 2.         |                                 |                                           |                                         |                                            |                                          |                           |                           |                                     | Egyesített Csapat (EUN) · 1-9 | 5–8. helyért · Olaszország (ITA) · 6-9 | 7. helyért · Kanada (CAN) · 5-9 | 8.       |